# Natação nos Jogos Olímpicos de Verão de 2020 - 400 m medley masculino
A competição dos 400 m medley masculino da natação nos Jogos Olímpicos de Verão de 2020 foi disputada em 24 e 25 de julho de 2021 no Centro Aquático, em Tóquio. Um total de 29 nadadores de 23 Comitês Olímpicos Nacionais (CON) participaram do evento.

## Qualificação
O tempo de qualificação olímpica ao evento foi de 4min15s84. Até dois nadadores por Comitê Olímpico Nacional (CON) poderiam se qualificar automaticamente nadando naquele tempo em um evento de qualificação aprovado. Por sua vez, o tempo de seleção olímpica foi de 4min21s46. Até um nadador por CON estaria elegível para a qualificação com esse tempo com sua entrada classificada em um ranking até que o número de participantes fosse atingido. CONs sem um nadador qualificado em qualquer evento poderiam obter seus lugares através das vagas de universalidade.

## Formato
A competição consiste em duas rodadas: preliminares e final. Os nadadores com os oito melhores tempos nas baterias preliminares avançam a final. Desempates (swim-offs) são utilizados conforme necessário para quebrar os empates de avanço a próxima rodada.

## Calendário
Horário local (UTC+9)
| Data                | Horário | Fase         |
| ------------------- | ------- | ------------ |
| 24 de julho de 2021 | 19:00   | Preliminares |
| 25 de julho de 2021 | 10:30   | Final        |

## Medalhistas
| Ouro   | USA Chase Kalisz   |
| Prata  | USA Jay Litherland |
| Bronze | AUS Brendon Smith  |

## Recordes
Antes desta competição, os recordes mundiais e olímpicos da prova eram os seguintes:
| Tipo | Atleta         | Tempo   | Local  | Data                 |
| ---- | -------------- | ------- | ------ | -------------------- |
|      | Michael Phelps | 4:03.84 | Pequim | 10 de agosto de 2008 |
|      | Michael Phelps | 4:03.84 | Pequim | 10 de agosto de 2008 |

## Resultados

### Preliminares
Os nadadores com as oito primeiras colocações, independente da bateria, avançam a final.
| Pos. | Bateria | Raia | Nadador               | CON                | Tempo   | Notas            |
| ---- | ------- | ---- | --------------------- | ------------------ | ------- | ---------------- |
| 1    | 4       | 6    | Brendon Smith         | AUS Austrália      | 4:09.26 | Q,               |
| 2    | 3       | 3    | Lewis Clareburt       | NZL Nova Zelândia  | 4:09.49 | Q,               |
| 3    | 3       | 4    | Chase Kalisz          | USA Estados Unidos | 4:09.65 | Q                |
| 4    | 3       | 5    | Dávid Verrasztó       | HUN Hungria        | 4:09.80 | Q                |
| 5    | 4       | 2    | Alberto Razzetti      | ITA Itália         | 4:09.91 | Q                |
| 5    | 4       | 5    | Jay Litherland        | USA Estados Unidos | 4:09.91 | Q                |
| 7    | 4       | 3    | Léon Marchand         | FRA França         | 4:10.09 | Q                |
| 8    | 3       | 6    | Max Litchfield        | GBR Grã-Bretanha   | 4:10.20 | Q                |
| 9    | 4       | 4    | Daiya Seto            | JPN Japão          | 4:10.52 |                  |
| 10   | 4       | 7    | Wang Shun             | CHN China          | 4:10.63 |                  |
| 11   | 3       | 2    | Yuki Ikari            | JPN Japão          | 4:12.08 |                  |
| 12   | 4       | 1    | Jacob Heidtmann       | GER Alemanha       | 4:12.09 |                  |
| 13   | 3       | 1    | Péter Bernek          | HUN Hungria        | 4:12.38 |                  |
| 14   | 3       | 7    | Apostolos Papastamos  | GRE Grécia         | 4:12.50 |                  |
| 15   | 2       | 4    | Joan Lluís Pons       | ESP Espanha        | 4:12.67 | Recorde nacional |
| 16   | 2       | 6    | Se-Bom Lee            | AUS Austrália      | 4:15.76 |                  |
| 17   | 2       | 5    | Arjan Knipping        | NED Países Baixos  | 4:15.83 |                  |
| 18   | 2       | 2    | Maxim Stupin          | ROC                | 4:16.21 |                  |
| 19   | 4       | 8    | Pier Andrea Matteazzi | ITA Itália         | 4:16.31 |                  |
| 20   | 1       | 5    | José Paulo Lopes      | POR Portugal       | 4:16.52 |                  |
| 21   | 3       | 8    | Brodie Williams       | GBR Grã-Bretanha   | 4:17.27 |                  |
| 22   | 2       | 8    | Jarod Arroyo          | PUR Porto Rico     | 4:17.46 |                  |
| 23   | 2       | 7    | Richard Nagy          | SVK Eslováquia     | 4:18.29 |                  |
| 24   | 1       | 4    | Tomás Peribonio       | ECU Equador        | 4:18.73 |                  |
| 25   | 2       | 1    | Wang Hsing-hao        | TPE Taipé Chinês   | 4:19.06 |                  |
| 26   | 2       | 3    | Maksym Shemberev      | AZE Azerbaijão     | 4:19.40 |                  |
| 27   | 1       | 3    | Ron Polonsky          | ISR Israel         | 4:21.50 |                  |
| 28   | 1       | 6    | Christoph Meier       | LIE Liechtenstein  | 4:25.17 |                  |
| 29   | 1       | 2    | Luis Vega Torres      | CUB Cuba           | 4:27.65 |                  |

### Final
Os três nadadores mais rápidos na final conquistaram as medalhas.
| Pos. | Raia | Nadador          | CON                | Tempo   | Notas |
| ---- | ---- | ---------------- | ------------------ | ------- | ----- |
| 01 ! | 3    | Chase Kalisz     | USA Estados Unidos | 4:09.42 |       |
| 02 ! | 7    | Jay Litherland   | USA Estados Unidos | 4:10.28 |       |
| 03 ! | 4    | Brendon Smith    | AUS Austrália      | 4:10.38 |       |
| 4    | 6    | Dávid Verrasztó  | HUN Hungria        | 4:10.59 |       |
| 4    | 8    | Max Litchfield   | GBR Grã-Bretanha   | 4:10.59 |       |
| 6    | 1    | Léon Marchand    | FRA França         | 4:11.16 |       |
| 7    | 5    | Lewis Clareburt  | NZL Nova Zelândia  | 4:11.22 |       |
| 8    | 2    | Alberto Razzetti | ITA Itália         | 4:11.32 |       |

Legenda
| Recorde mundial      | Recorde mundial (World record)               |                       | Recorde africano                      | Recorde africano (African) |                                           | Q | Classificado por posição (Qualified) |
| Recorde olímpico     | Recorde olímpico (Olympic record)            | Recorde da América    | Recorde da América (Americas)         | q                          | Classificado por melhor tempo (Qualified) |   |                                      |
| Melhor marca do ano  | Melhor marca do ano (World leading)          | Recorde asiático      | Recorde asiático (Asian)              | DNS                        | Não largou (Did not start)                |   |                                      |
| Recorde nacional     | Recorde nacional (National record)           | Recorde europeu       | Recorde europeu (European)            | DNF                        | Não terminou (Did not finish)             |   |                                      |
| Recorde pessoal      | Recorde pessoal do atleta (Personal best)    | Recorde da Oceania    | Recorde da Oceania (Oceania)          | DSQ / DQ                   | Desclassificado (Disqualified)            |   |                                      |
| Recorde da temporada | Recorde da temporada do atleta (Season best) | Recorde sul-americano | Recorde sul-americano (South America) | NM                         | Sem marca (No mark)                       |   |                                      |